# John Lehmann
Pour les articles homonymes, voir Lehmann.
Rudolph John Frederick Lehmann, né à Bourne End dans le Buckinghamshire le 2 juin 1907 et décédé à Londres le 7 avril 1987, est un poète, écrivain et éditeur britannique, fondateur des revues New Writing et The London Magazine. Proche du Bloomsbury Group, il est le dédicataire de la Lettre à un jeune poète de Virginia Woolf et il fut l'associé de Leonard Woolf dans l'aventure de la Hogarth Press.

## Biographie
John Lehmann était le fils de Rudolph Chambers Lehmann (1856-1929), contributeur régulier du magazine satirique Punch, rédacteur au Daily News et député libéral, et de son épouse, née Alice Davis, originaire de la Nouvelle-Angleterre. L'actrice Beatrix Lehmann et la romancière Rosamond Lehmann étaient ses sœurs. Il fit ses études à Eton College et à Trinity College (Cambridge), où il se spécialisa dans la littérature anglaise.
Après un séjour à Vienne en tant que journaliste, il regagna l'Angleterre pour fonder en 1936 un périodique au format livre, New Writing, qui permit au public britannique de découvrir des auteurs comme Christopher Isherwood, W. H. Auden, Stephen Spender et George Orwell. Durant la guerre, les restrictions en fourniture de papier incitèrent Lehmann à travailler avec les éditions Penguin Books, ce qui modifia le rythme de parution et la présentation de la revue, rebaptisée Penguin New Writing et publiée jusqu'en 1950. 
Entre autres poètes, New Writing publia Louis Aragon, Jacob Bronowski, André Chamson, Odysseus Elytis, David Gascoyne, Robert Graves, Pierre Jean Jouve, Cecil Day-Lewis, Federico García Lorca, Louis MacNeice, Nicholas Moore, Henry Reed, May Sarton, Georges Seferis, Jaroslav Seifert, Edith Sitwell et Peter Yates.
Parallèlement, Lehmann rejoignit Leonard et Virginia Woolf à la tête de la Hogarth Press en 1938, puis, en 1946, il  créa sa propre maison d'édition, John Lehmann Limited, avec sa sœur Rosamond. Il y publia des traductions inédites de Sartre et de Stendhal, ainsi que de jeunes écrivains comme Laurie Lee.
En 1954, il fonda The London Magazine, dont il demeura le rédacteur en chef jusqu'en 1961, date à partir de laquelle il devint conférencier et se consacra à l'écriture de ses mémoires et de plusieurs biographies.

## Œuvres
Autobiographie
- Whispering Gallery (1955)
- I Am My Brother (1960)
- The Ample Proposition (1966)
- In The Purely Pagan Sense (1976)

Biographies
- Edith Sitwell (1952)
- A Nest of Tigers : The Sitwells and Their Times (1968)
- Virginia Woolf and Her World (1975)
- Thrown To The Woolfs (1978)
- Rupert Brooke (1980)

## Sources
- (en) Cet article est partiellement ou en totalité issu de l’article de Wikipédia en anglais intitulé « John Lehmann » (voir la liste des auteurs).